# 瀬木町 (豊川市)
瀬木町（せぎちょう）は、愛知県豊川市の地名。

## 地理

### 字一覧
- 荒井田（あらいだ）[WEB 6]
- 内袋（うちぶくろ）[WEB 6]
- 替田（かえだ）[WEB 6]
- 鎌田（かまだ）[WEB 6]
- 北裏（きたうら）[WEB 6]
- 郷中（ごうなか）[WEB 6]
- 水原前（すいはらまえ）[WEB 6]
- 田成（たなり）[WEB 6]
- 橋向（はしむこう）[WEB 6]
- 古川（ふるかわ）[WEB 6]

### 施設
- 神明社
- 瀬木城跡

## 歴史

### 沿革
- 江戸時代 - 三河国宝飯郡瀬木村として所在[1]。三河吉田藩領[1]。
- 1889年（明治22年） - 睦美村大字瀬木となる[1]。
- 1906年（明治39年） - 牛久保町大字瀬木となる[1]。
- 1943年（昭和18年） - 豊川市大字瀬木となる[1]。
- 1944年（昭和19年） - 豊川市瀬木町となる[1]。

### 人口の変遷
国勢調査による人口および世帯数の推移。
| 1995年（平成7年）  | 148世帯 498人 |  |
| 2000年（平成12年） | 159世帯 469人 |  |
| 2005年（平成17年） | 173世帯 494人 |  |
| 2010年（平成22年） | 177世帯 487人 |  |
| 2015年（平成27年） | 191世帯 511人 |  |
| 2020年（令和2年）  | 185世帯 490人 |  |

### WEB
1. ↑  “愛知県豊川市の町丁・字一覧”.   人口統計ラボ. 2024年5月1日閲覧。
2. 1 2  総務省統計局 (2022年2月10日). “令和2年国勢調査の調査結果(e-Stat) - 男女別人口，外国人人口及び世帯数－町丁・字等” (CSV). 2023年8月2日閲覧。
3. ↑  “読み仮名データの促音・拗音を小書きで表記するもの(zip形式) 愛知県” (zip).   日本郵便 (2024年2月29日). 2024年3月26日閲覧。
4. ↑  “市外局番の一覧” (PDF).   総務省 (2022年3月1日). 2022年3月22日閲覧。
5. ↑  “ナンバープレートについて”.   一般社団法人愛知県自動車会議所. 2024年1月21日閲覧。
6. 1 2 3 4 5 6 7 8 9 10  “愛知県豊川市瀬木町の住所一覧”.   ゼンリン. 2024年5月3日閲覧。
7. ↑  総務省統計局 (2014年3月28日). “平成7年国勢調査の調査結果(e-Stat) - 男女別人口及び世帯数 －町丁・字等” (CSV). 2021年7月20日閲覧。
8. ↑  総務省統計局 (2014年5月30日). “平成12年国勢調査の調査結果(e-Stat) - 男女別人口及び世帯数 －町丁・字等” (CSV). 2021年7月20日閲覧。
9. ↑  総務省統計局 (2014年6月27日). “平成17年国勢調査の調査結果(e-Stat) - 男女別人口及び世帯数 －町丁・字等” (CSV). 2021年7月21日閲覧。
10. ↑  総務省統計局 (2012年1月20日). “平成22年国勢調査の調査結果(e-Stat) - 男女別人口及び世帯数 －町丁・字等” (CSV). 2021年7月21日閲覧。
11. ↑  総務省統計局 (2017年1月27日). “平成27年国勢調査の調査結果(e-Stat) - 男女別人口及び世帯数 －町丁・字等” (CSV). 2021年7月21日閲覧。

### 書籍
1. 1 2 3 4 5 6  「角川日本地名大辞典」編纂委員会 1989, p. 740.